# 바르다스트란다르시슬라
바르다스트란다르시슬라(아이슬란드어: Barðastrandarsýsla)는 아이슬란드 북서부에 있는 주로, 서피요르 지역에 속한다. 동부 지역인 외이스튀르바르다스트란다르시슬라(Austur-Barðastrandarsýsla)와 서부 지역인 베스튀르바르다스트란다르시슬라(Vestur-Barðastrandarsýsla)로 나뉜다.